# Francisco Zúñiga
Pour les articles homonymes, voir Zúñiga.
Francisco Zúñiga (27 décembre 1912, San Jose, Costa Rica - 9 août 1998, Mexico) est un artiste peintre, dessinateur, graveur et sculpteur costaricien naturalisé mexicain.

## Biographie
Zuñiga est né d'un père également sculpteur. Il reçoit le premier prix du Salon de la sculpture au Costa Rica en 1935 pour son œuvre en pierre nommée La maternité. En 1936, il s'installe à  Mexico, où il étudie l'art à l'école de taille directe La Esmeralda. En 1938, il y est nommé professeur et y reste jusqu'à sa retraite en 1970. En 1958, il reçoit le premier prix de sculpture de l'Institut national des Beaux Arts.
Les œuvres de Zuniga ont été largement exposées à Los Angeles, San Salvador, San Francisco, Washington, Stockholm et Toronto. Ses œuvres sont présentes dans les collections permanentes du San Diego Museum of Art en Californie, du Phoenix Art Museum en Arizona, du Metropolitan Museum of Art et du Museum of Modern Art de New York, du Musée d'art moderne de Mexico...

## Œuvres
Son style se caractérise par la représentation de personnages indigènes durs et fiers, surtout les femmes :
- Monument à Ramon Lopez Velarde (1952)
- Reliefs dans le bâtiment du ministère des Communications et des Transports, en taille directe (1954)
- Elena assise (1966)
- Evelia (1970)
- Juchiteca assise et une corbeille (1973)
- Yalalteca (1975)
- La familia (1978)
- Evelia con batón (vêtement d'intérieur) (1978)
- Trois générations (1985)
- Orate (1987)

Il a utilisé comme matériaux le bronze, le bois, la pierre, le marbre ou l'onyx.
Il a également travaillé la lithographie à partir de 1973. En 1987, il a été nommé à l'Académie des Arts du Mexique. Il a perdu la vue en 1990, mais a continué à travailler en terre cuite dans son étude. En 1992, il a reçu le Prix National des Arts et des Sciences dans le domaine des Beaux-Arts.